# Maurizio Gucci
Maurizio Gucci (Firenze, 26 settembre 1948 – Milano, 27 marzo 1995) è stato un imprenditore italiano, presidente e azionista di maggioranza della casa di moda Gucci dal 1983 al 1993.

## Biografia
Figlio di Rodolfo Gucci e dell'attrice Sandra Ravel, nipote di Guccio Gucci, dopo essersi laureato in giurisprudenza all'Università Cattolica del Sacro Cuore ha lavorato per l'azienda di famiglia. Dopo la morte di suo padre, avvenuta nel 1983, ha assunto la direzione della società, licenziando in seguito il cugino Paolo. Ha inoltre ereditato un patrimonio di oltre 800 miliardi di lire (equivalenti a circa 1,77 miliardi di euro odierni). Durante la sua presidenza seleziona tre personalità chiave per il futuro di Gucci: Domenico De Sole, assunto come manager nel 1984, Dawn Mello, assunta nel 1989 come editrice e designer prêt-à-porter, e Tom Ford nel 1990. Nel 1993 vende le sue quote del gruppo alla Investcorp, società di Nemir Kirdar, per 270 miliardi di lire.
Nel 1970 conosce ad una festa Patrizia Reggiani. I due si sposano il 28 ottobre 1972 nella Chiesa di San Sepolcro a Milano, pur con l'opposizione di Rodolfo Gucci; da Patrizia avrà due figlie, Alessandra (nata nel 1976) e Allegra (nata nel 1981). Il 22 maggio 1985, dopo 13 anni di matrimonio, Maurizio lascia Patrizia, e nel 1993 instaura un rapporto con Paola Franchi. Nel 1994 Patrizia Reggiani e Maurizio Gucci divorziano ufficialmente e, come parte dell'accordo, Reggiani avrebbe dovuto percepire l'equivalente di una somma annua di 1,5 miliardi di lire.

### La morte
Il 27 marzo 1995 Maurizio Gucci, all'età di 46 anni, viene assassinato a Milano nella portineria dello stabile dove erano situati gli uffici di una sua società. I funerali si svolgono nella Chiesa di San Carlo al Corso il 4 aprile 1995. Nel 1997 Patrizia Reggiani, ex moglie di Maurizio, viene individuata come mandante dell'omicidio. Assieme ad altri complici, viene arrestata nel 1997 e condannata a 29 anni di reclusione, poi ridotti a 17.

## Influenza culturale
- Franca Leosini, conduttrice del programma Storie maledette, intervista Giuseppina "Pina" Auriemma nel 2000 e Patrizia Reggiani nel 2002.[10]
- Nel 2008 è invece la serie Delitti a occuparsi del caso.
- Nel 2020 viene prodotto Lady Gucci - La storia di Patrizia Reggiani, un documentario a cura di Giulia Cerulli e distribuito su Discovery+ Italia.[11]
- Nel 2021 viene distribuito il film House of Gucci, diretto da Ridley Scott e basato sul libro The House of Gucci: A Sensational Story of Murder, Madness, Glamour, and Greed di Sara Gay Forden.[12] Maurizio Gucci e Patrizia Reggiani sono interpretati rispettivamente da Adam Driver e Lady Gaga.[12]